# David Morse
David Morse (Beverly, Massachusetts; 11 de octubre de 1953) es un actor y director de cine, cantante y escritor estadounidense.

## Biografía y carrera
David Morse nació en Hamilton, Massachusetts, hijo de Jacquelyn, una profesora, y Charles Morse, un encargado de ventas. Tiene tres hermanas. Se casó con Susan Duff el 19 de junio de 1982 y juntos tuvieron tres hijos.
Empezó a trabajar con un grupo de teatro de su natal Nueva Inglaterra, hasta que se mudó a Nueva York para estudiar interpretación. En 1980 hizo su debut en el cine con el drama de Richard Donner Inside Moves, donde era el dependiente de un bar que inesperadamente fichaba para un gran equipo de baloncesto, olvidándose de sus vecinos de antaño.
En 1982 se hizo conocido al dar vida al compasivo Dr. Jack Morrison que trabajaba en un hospital público en la serie de televisión St. Elsewhere, donde estuvo hasta 1988. Tuvo un papel muy secundario como policía en la comedia dramática de Herbert Ross Max Dugan Returns, donde un delincuente de poca monta regresaba a su casa para tratar de recuperar a su mujer e hijo.
En el thriller televisivo Six Against the Rock, era uno de los seis prisioneros que durante ocho años preparaban su huida de la prisión de Alcatraz. Estuvo en la película de terror para la televisión Two-Fisted Tales en el segmento Showdown, un wéstern con toques de Tales From The Crypt.
A partir de la década de 1990 empezó a desentenderse un tanto de la televisión. En 1990 participó en el thriller Desperate Hours, de Michael Cimino, junto a Mickey Rourke y Anthony Hopkins, donde era uno de los tres convictos escapados de la cárcel que tomaban de rehén a una familia de clase alta.
En el drama de Sean Penn The Indian Runner era el policía de un pueblo que se reencontraba con su psicótico hermano menor tras años de ausencias mutuas. En el thriller The Good Son era el padre que debía dejar a su hijo con la familia de su hermano, ya que su esposa había muerto y no se sentía en condiciones de cuidarlo; ahí el muchacho será víctima de un primo de lo más macabro. Participó en el remake de The Getaway, realizado por Roger Donaldson, donde interpretó a uno de los tantos villanos que andaban tras un excompañero recién escapado de la cárcel con una cantidad importante de dinero. En otro drama de Sean Penn, The Crossing Guard, era un hombre que salía de prisión tras seis años en la cárcel por haber atropellado a una pequeña, tiempo durante el cual el atormentado padre de la niña planeó paso a paso su venganza.
En el drama de ciencia ficción de Terry Gilliam Doce monos era un perturbado que trabajaba en el laboratorio donde se estaba gestando un peligroso virus. En la cinta de acción de Michael Bay La Roca era un soldado que seguía las órdenes de un mítico militar que tomaba Alcatraz, capturaba rehenes y amenazaba con lanzar misiles si no hacían caso a sus demandas. Tomó parte del thriller de Michael Apted Extreme Measures, donde interpretó a un corrupto agente del FBI investigando el robo de órganos en un hospital. En la película de acción de Renny Harlin The Long Kiss Goodnight era el líder de un grupo terrorista implicado en el lavado de cerebro de una brillante agente transformada en una dulce profesora. Protagonizó la comedia George B., donde era un hombre al que cada año le visita la suerte el día de su cumpleaños, pero esta vez no pasa lo mismo, ya que se enamora y no es del todo correspondido.
En el thriller televisivo de Roger Spottiswoode Murder Live! era un hombre que secuestraba a la conductora de un talk show en el que había participado su hija y tras el que se había suicidado. En esta cinta trabajó junto a Marg Helgenberger, Neal McDonough y Teri Garr.
En el drama de ciencia ficción de Robert Zemeckis Contact, era el fallecido padre de una astrónoma que había elegido su profesión pensando en la remota posibilidad de algún día volver a encontrarse con él. En la cinta también participaron Jena Malone, Jodie Foster, William Fichtner, Matthew McConaughey, Tom Skerritt, Larry King, James Woods, Angela Bassett, Geraldo Rivera, Jay Leno, Rob Lowe, Jake Busey, John Hurt y Frank Silva.
En la película de acción El negociador, era el líder de un grupo SWAT que tenía la misión de terminar con la toma de rehenes que había hecho un experto negociador de la policía de la oficina de asuntos internos, debido a que lo estaban inculpando de asesinato y corrupción. La cinta está protagonizada por Samuel L. Jackson, Kevin Spacey, Ron Rifkin, John Spencer, J. T. Walsh, Paul Giamatti y Nestor Serrano.
En el drama A.W.O.L., era un veterano de guerra que no podía acostumbrarse a una vida normal; en esta película trabajó junto a John C. McGinley.
En la comedia dramática de Antonio Banderas Crazy in Alabama, era un hombre que luchaba incansablemente por los derechos civiles en la década de los '60 y cuya alocada hermana viajaba con la cabeza de su esposo en el maletero del auto. La cinta estuvo estelarizada por Melanie Griffith, Cathy Moriarty, Meat Loaf, Rod Steiger, Robert Wagner, Noah Emmerich, Elizabeth Perkins, Paul Mazursky, Michael Arata, Randal Kleiser y Tracy Griffith.
En el drama de fantasía de Frank Darabont The Green Mile (La milla verde en España, Milagros inesperados en Hispanoamérica), basado en la novela de Stephen  King del mismo nombre, era un celador tan rudo como de buen corazón del área de los condenados a muerte y que presenciaba extraños acontecimientos con la llegada de un gigante acusado de asesinar a dos niñas. La cinta fue protagonizada por Tom Hanks, Bonnie Hunt, Michael Clarke Duncan, James Cromwell, Michael Jeter, Graham Greene, Doug Hutchison, Sam Rockwell, Barry Pepper, Jeffrey DeMunn, Patricia Clarkson, Harry Dean Stanton, William Sadler y Gary Sinise.
En el drama de Lars von Trier Dancer in the Dark era un policía de buen corazón que no podía decirle a su esposa que estaba en la ruina, por lo que tomaba una decisión radical y que afecta especialmente a la protagonista. La cinta fue protagonizada por Björk, Catherine Deneuve, Peter Stormare, Joel Grey, Cara Seymour, Jean-Marc Barr, Željko Ivanek, Udo Kier, Jens Albinus, Stellan Skarsgård y Paprika Steen.
En la cinta de acción de Antoine Fuqua Bait era un agente del Departamento de Tesoro que tenía que encontrar 40 millones de dólares en oro. La cinta fue estelarizada por Jamie Foxx, Robert Pastorelli, Doug Hutchison, Kimberly Elise, David Paymer, Mike Epps, Jamie Kennedy, Nestor Serrano, Kirk Acevedo y Jeffrey Donovan.
En el thriller de Taylor Hackford Proof of Life era un ingeniero estadounidense que era secuestrado por fuerzas antigubernamentales de un país extranjero. La película fue protagonizada por Meg Ryan, Russell Crowe, David Caruso, Anthony Heald y Margo Martindale.
En el drama Diary of a City Priest era un dedicado sacerdote que trabajaba en una conflictiva parroquia.
En el drama de misterio de Scott Hicks Hearts in Atlantis era un fotógrafo cuyo amigo de la infancia moría repentinamente, lo que lo retrotraía a su etapa adolescente, cuando conoció a un especial ser. La película estaba protagonizada por Anthony Hopkins, Anton Yelchin, Hope Davis, Alan Tudyk y Celia Weston.
En el drama deportivo The Slaughter Rule era un solitario hombre que convencía a un chiquillo para que integrase su equipo de fútbol semiprofesional, de donde nacería una relación que bordearía peligrosamente los límites de la amistad. En esta película actuó junto a Ryan Gosling, Clea DuVall, Kelly Lynch y Amy Adams.
En el thriller Shuang Tong era un agente del FBI que viajaba a Taiwán a resolver el caso de un asesino en serie. La cinta fue protagonizada por Tony Leung Kar Fai.
Entre 2002 y 2004 protagonizó la serie televisiva Hack, haciendo de un expolicía reconvertido en taxista; en esta serie actuó junto a George Dzundza y Andre Braugher.
En el drama romántico Down in the Valley era el padre de una jovencita que se oponía a su noviazgo con un chico mucho mayor y que se creía una especie de cowboy de antaño. La cinta estuvo estelarizada por Edward Norton, Evan Rachel Wood, Rory Culkin, Bruce Dern, John Diehl, Geoffrey Lewis, Elizabeth Peña y Ellen Burstyn.
En el drama biográfico deportivo Dreamer: Inspired by a True Story era un malvado criador de caballos que trabajaba con un jinete que vivió mejores épocas y que ahora intentaba rehabilitar a un caballo que se rompió una pata, para que juntos volvieran a competir. La película está protagonizada por Kurt Russell, Dakota Fanning, Kris Kristofferson, Elisabeth Shue, Freddy Rodríguez, Luis Guzmán y Oded Fehr.
En el thriller de Richard Donner 16 Blocks era un corrupto policía que trataba de impedir a toda costa que un colega llegara hasta la Corte con un testigo protegido. La cinta tuvo como protagonistas a Bruce Willis, Mos Def, David Zayas, Robert Clohessy y Tom Wlaschiha.
En el drama Nearing Grace era un hombre que perdía interés por todo cuando moría su esposa, se dejaba el pelo largo, abandonaba su trabajo, bebía todo el tiempo y descuidaba a sus hijos. La cinta fue protagonizada por Gregory Smith, Jordana Brewster, Ashley Johnson, David Moscow y Chad Faust.
En el drama Hounddog' protagoniza al padre violento de una niña de 12 años que es violada, la cual intenta superar el trauma a través de las canciones de Elvis Presley. La cinta fue estelarizada por Dakota Fanning, Piper Laurie y Robin Wright.
En la serie Dr. House hace el papel de un detective al cual House molesta con su sarcasmo, lo enfrenta y en desquite le busca evidencia de supuesto tráfico de drogas (el Vicodin que House consume constantemente es considerado medicina controlada), con riesgo de que pierda su licencia de médico y termine en la cárcel; esto ocurre entre los capítulos 4 y 9 de la tercera temporada.
Luego participó en el thriller de D.J. Caruso Disturbia, donde un adolescente con arresto domiciliario piensa que su vecino (Morse) puede ser un asesino en serie. En este proyecto actuó junto a Matt Craven, Shia LaBeouf y Carrie-Anne Moss.
Más adelante interpretó el papel de un teniente de policía honesto en la seria televisiva Treme.
En 2015, interpretó un personaje en la segunda temporada de la exitosa serie True Detective.
Desde 2021 participa en la serie La directora, en el papel del decano Paul Larson.

## Filmografía

### Cine y televisión
- Cabrini (2024)[2]
- Serie "Lo último que me dijo " Apple tv.
- The Morning Show (2021)
- La directora (2021)
- Thank You for Your Service (2017)
- Concussion (2015)
- Guerra Mundial Z (2013)
- Horns (2013)
- McCanick (2013)
- La extraña vida de Timothy Green (2012)
- Drive Angry (2011)
- The Hurt Locker (2009)
- Shanghai (2009)
- Passengers (2008)
- Hounddog (2007)
- Disturbia (2007)
- Dr. House (2006-2007)
- 16 Calles (2006)
- Doble Visión (2005)
- Down in the Valley (2005)
- Dreamer (2005)
- Hearts in Atlantis (2001)
- Bait (2000)
- Bailar en la oscuridad (2000)
- Prueba de vida (2000)
- Locos en Alabama (1999)
- The Green Mile (1999)
- Elegidos (1999)
- The Negotiator (1998)
- Contact (1997)
- George B. (1997)
- Muerte en directo (1997)
- Al cruzar el límite (1996)
- Memoria letal (1996)
- La Roca (1996)
- Cruzando la oscuridad (1995)
- The Langoliers (1995)
- Doce monos (1995)
- La huida (1994)
- Milagro en la autopista (1993)
- Vínculo de sangre (1992)
- El buen hijo (1993)
- Extraño vínculo de sangre (1991)
- Llanto en el bosque (1991)
- 37 horas desesperadas (1990)
- Winnie (1988)
- Downpayment on Murder (1987)
- Prisioneros de Alcatraz (1987)
- Personal Foul (1987)
- Los extraños sueños de Susan (1985)
- Votos rotos (1984)
- Prototype (1983)
- Negocios de familia (1981)

## Premios y nominaciones

### Premios del Sindicato de Actores
| Año  | Categoría     | Trabajo nominado | Resultado |
| ---- | ------------- | ---------------- | --------- |
| 2009 | Mejor reparto | The Hurt Locker  | Nominado  |